# Federação Mineira de Futebol
A Federação Mineira de Futebol é a entidade máxima de futebol no estado de Minas Gerais, Brasil, e representa os seus clubes na Confederação Brasileira de Futebol (CBF).
Fundada originalmente em 1915 sob o nome de Liga Mineira de Esportes Atléticos, que pouco depois se transformou em Liga Mineira de Desportos Terrestres (LMDT). Em meio a divergências e a fundação de uma nova liga futebolística no Estado – Associação Mineira de Esportes ‘Geraes’ (AMEG) – coube a  LMDT se organizar para profissionalização do futebol em Minas Gerais. 

## Competições profissionais
A Federação Mineira de Futebol organiza o Campeonato Mineiro de Futebol em seus Módulos I, II e Segunda Divisão, além da Recopa do Interior e do Troféu Inconfidência. Também são promovidos pela instituição o Sub 14, Sub 15, Sub 17 e Sub 20, no futebol profissional masculino, e o Campeonato Feminino de futebol profissional.

## Futebol amador
Através do seu setor de futebol amador, a Federação Mineira de Futebol oferta apoio técnico e burocrático para a organização de clubes de futebol amador em todo o estado de Minas Gerais. Além disso, a Federação comanda as vistorias e o credenciamento de estádios amadores pelo estado. As associações amadoras, em regra geral, se filiam apenas às ligas municipais, sem participação direta na FMF, com exceção daquelas constituídas na capital do Estado. No âmbito do esporte amador, são organizados a Copa Itatiaia, a Taça BH, o campeonato Corujão e o Campeonato Mineiro de Futebol Amador.
A entidade gerencia diretamente o futebol amador de Belo Horizonte e do interior, através do seu setor de futebol amador.
A entidade foi primeiramente fundada como Liga Mineira de Esportes Atléticos, que pouco depois se transformou em Liga Mineira de Desportos Terrestres (LMDT). A primeira sede da entidade foi em um velho prédio, de apenas um pavimento, localizado na Rua dos Guajajaras, 671, centro da capital, e teve como primeiro presidente o Dr. Célio Carrão de Castro.  Naquele mesmo ano, 1915, aconteceu o primeiro Campeonato Mineiro, chamado de "Campeonato da Cidade", contando com equipes de Belo Horizonte. O vencedor foi o Clube Atlético Mineiro, mas os anos seguintes foram de total hegemonia do América Futebol Clube, que conquistou consecutivamente dez troféus. Depois do sucesso de Atlético e América, foi a vez de surgir no cenário mineiro o Palestra Itália, atual Cruzeiro Esporte Clube, que ganhou os seus primeiros Estaduais em 1928, 1929 e 1930. 
O desenvolvimento do esporte no país fez com que a sociedade se interessasse cada vez mais pelo futebol. Em meio a divergências e a fundação de uma nova liga futebolística no Estado – Associação Mineira de Esportes ‘Geraes’ (AMEG) – coube a  LMDT se organizar para profissionalização do futebol em Minas Gerais.  Em 1932, o título estadual foi dividido entre o Villa Nova (Campeão pela AMEG) e Atlético (Campeão pela LMDT). A divisão foi o passo fundamental para que no ano seguinte o Campeonato Mineiro fosse disputado em caráter profissional. Na nova era o Villa Nova triunfou no Estado, conquistando os títulos de 1933, 1934 e 1935. A fusão das duas ligas fez com que em 1939 a entidade passasse a se chamar Federação Mineira de Futebol. 
A partir da profissionalização o futebol mineiro tomou novos rumos. O esporte se popularizou ainda mais, e consequentemente, centenas de clubes foram fundados por todo o Estado. Clubes estes que se transformaram em celeiro de craques em Minas Gerais. Além de revelar grandes jogadores, outros clubes do interior de Minas Gerais também ergueram o troféu do Campeonato Mineiro: Siderúrgica (1937 e 1964), Caldense (2002) e Ipatinga (2006). 
A construção do Mineirão foi o palco de grandes conquistas: campeonatos nacionais, Copa Libertadores da América, amistosos internacionais da Seleção Brasileira. 
De lá pra cá, o esporte sofreu grandes transformações. As mudanças afetaram também a entidade maior do futebol mineiro que conquistou seu espaço nacionalmente, sendo uma das principais representantes na CBF (Confederação Brasileira de Futebol) e possuidora de um dos campeonatos mais valorizados do Brasil.

## Filiados
A FMF é composta por clubes e ligas filiados nos termos de seu estatuto, e os filiados podem conceder o poder de voto por meio de procuração. As ligas municipais e os clubes filiados à Federação Mineira de Futebol submetem-se aos estatutos da FMF e da CBF.  A jurisdição máxima de poder da Federação é sua Assembleia Geral, que se reúne anualmente de forma ordinária ou em caso de convocação excepcional.

## Controle pela família Guilherme Ferreira Aro
A FMF é controlada, quase que consecutivamente, pela família Guilherme desde a chegada do Coronel José Guilherme Ferreira ao poder durante o Regime Militar. O controle da Federação foi mantido, muitas vezes, com o uso da força. Seu filho, Elmer Guilherme Ferreira, o sucedeu no controle da Federação até os anos 2000. Atualmente, Adriano Aro, filho do deputado estadual de Minas, Zé Guilherme e da vereadora de Belo Horizonte 'Professora' Marli, irmão do ex-deputado federal, atual Secretário da Casa-Civil de Minas Gerais, Marcelo Aro, e sobrinho de Elmer preside a entidade, após um hiato de quase 15 anos fora do poder. As inúmeras denúncias de corrupção não foram suficientes para abalar o controle da família sobre a entidade. 
Em junho de 2025, o ex-senador em exercício, 1º suplente do senador Carlos Viana, Castellar Neto foi novamente eleito presidente da entidade para o ciclo 2026-2030. Castellar já tinha comandado a federação no ciclo de 2014-2018, antes de Adriano Aro. 

## Ranking da CBF

### Ranking dos clubes
Classificação dos clubes de Minas Gerais no Ranking da CBF.
Atualizado em 9 de fevereiro de 2022.
| Pos. | Clube            | Pontos 2022 | Pontos 2021 | Brasileirão 2022 |
| ---- | ---------------- | ----------- | ----------- | ---------------- |
| 3º   | Atlético Mineiro | 14.572      | 11.789      | Série A          |
| 14º  | Cruzeiro         | 9.034       | 11.768      | Série B          |
| 15º  | América Mineiro  | 8.860       | 8.404       | Série A          |
| 49º  | Tombense         | 2.391       | 2.031       | Série B          |
| 57º  | Boa Esporte      | 1.957       | 2.692       | -                |
| 80º  | Caldense         | 947         | 887         | Série D          |
| 99º  | Uberlândia       | 628         | 252         | -                |
| 111º | Tupi             | 564         | 1.106       | -                |
| 118º | URT              | 443         | 724         | Série D          |
| 124º | Patrocinense     | 408         | 204         | -                |
| 150º | Villa Nova       | 266         | 430         | -                |
| 170º | Tupynambás       | 204         | 255         | -                |

### Ranking das federações
| Ano  | Pos. | Pontos |
| ---- | ---- | ------ |
| 2022 | 4º   | 40.274 |
| 2021 | 4º   | 40.542 |
| 2020 | 3º   | 45.014 |
| 2019 | 3º   | 47.813 |